# Primera División 1893

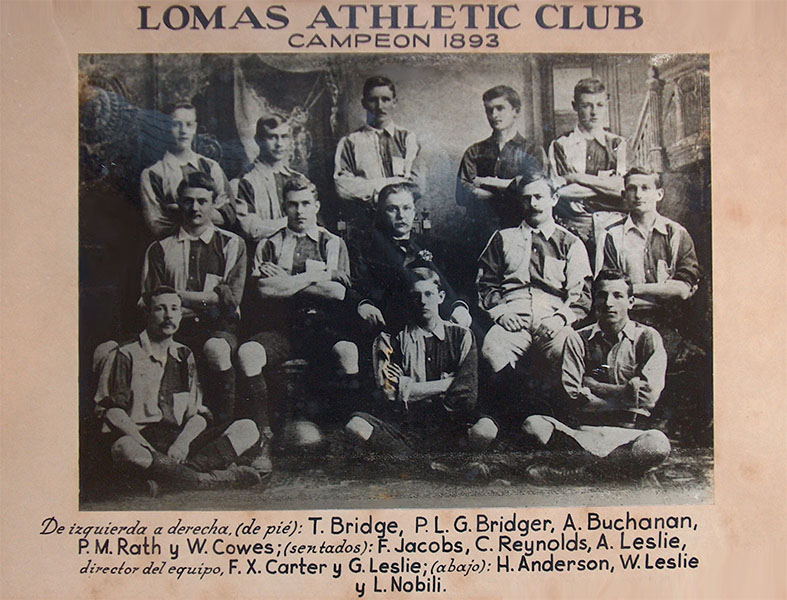
Kampioensteam van Lomas AC 1893

In 1893 werd het tweede seizoen gespeeld van de Primera División, de hoogste voetbaldivisie van Argentinië. Lomas AC werd kampioen. 
De competitie bestond uit vijf teams die twee keer tegen elkaar speelden. 

## Eindstand
| Plaats | Club                             | Wed. | W | G | V | Saldo | Ptn. |
| ------ | -------------------------------- | ---- | - | - | - | ----- | ---- |
| 01.    | Lomas Athletic Club              | 8    | 7 | 1 | 0 | 26:2  | 15   |
| 02.    | Flores Athletic Club             | 8    | 5 | 0 | 3 | 19:9  | 10   |
| 03.    | Quilmes Rovers                   | 8    | 3 | 3 | 2 | 12:11 | 9    |
| 04.    | English High School              | 8    | 1 | 2 | 5 | 6:25  | 4    |
| 05.    | Buenos Aires and Rosario Railway | 8    | 0 | 2 | 6 | 3:19  | 2    |

|  | Kampioen |